# Peter Banks
Peter Banks (* jako Peter William Brockbanks, 15. července 1947, Barnet, Londýn – 7. března 2013, Londýn, Anglie) byl anglický kytarista a zakládající člen progresivní rockové skupiny Yes, ve které byl od roku 1968 do 1970. Později hrál se skupinou Flash a vydal též několik sólových alb.

## Smrt
Banks zemřel na srdeční selhání 7. března 2013 ve svém domě v londýnské čtvrti Barnet. Byl nalezen poté, co se několikrát neobjevil na plánovaných nahrávacích seancích. Bylo mu 65 let.

## Diskografie

### The Syn
- Original Syn (2005)

### Yes
- 1969 : Yes
- 1970 : Time And a Word
- 1974 : Yesterdays (reissues from 1969-70)
- 1991 : YesYears (Yes boxed set including reissues)
- 1997 : Something's Coming: The BBC Recordings 1969–1970 (also known as Beyond And Before)
- 1999 : Astral Traveller (reissues from 1969)

### Flash
- 1972 : Flash (EMI-Sovereign UK / Cleopatra Records US; reed. 1993 CEMA Special Markets, & 2009 Esoteric Recordings label + bonus track)
- 1972 : In the Can (reed. 1993 CEMA & 2010 ER + bonus tracks)
- 1973 : Out of Our Hands (reed. 1993 CEMA & 2010 ER)
- 1997 : Psychosync (1973 – live WLIR radio broadcast, ed. Blueprint)

### Empire
- 1973 : Mark I
- 1974 : Mark II
- 1979 : Mark III

### Sólově
- 1973 : Two Sides of Peter Banks
- 1994 : Instinct
- 1995 : Self-Contained
- 1997 : Reduction
- 1999 : Can I Play You Something? (The Pre-Yes Years Recordings From 1964-1968)

### Harmony in Diversity
- 2006 : Trying